# Franz Karl Grieshaber

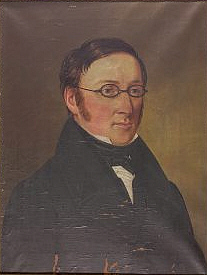
Franz Karl Grieshaber

Franz Karl Grieshaber (* 12. Dezember 1798 in Endingen am Kaiserstuhl; † 20. Dezember 1866 in Freiburg im Breisgau) war ein deutscher Altgermanist und Sammler von Handschriften.

## Leben
Als Sohn eines Arztes geboren studierte Grieshaber nach dem Besuchs des Freiburger Gymnasiums katholische Theologie sowie klassische und deutsche Philologie in Freiburg, u. a. bei Johann Leonhard Hug. Hier wurde er 1818/19 Mitglied der Alten Freiburger Burschenschaft, aus der er später freiwillig austrat. Er war Mitbegründer des Academischen Lesevereins.
1821 wurde er zum Priester geweiht. 1821 wurde er Professor am Freiburger Gymnasium und gang dann an das Lyzeum in Rastatt, wo er bis 1857 als Lehrer tätig war. 1847 wurde er Geistlicher Rat.
Neben seiner Lehrtätigkeit am Rastatter Lyzeum beschäftigte er sich ausgiebig mit mittelhochdeutscher Literatur und ihrer handschriftlichen Überlieferung, wobei er besonderes Augenmerk auf die Literatur der Oberrheinregion legte. Er arbeitete unter anderem mit Joseph von Laßberg und Franz Pfeiffer zusammen. Nach und nach erwarb Grieshaber eine große Sammlung von deutschen Handschriften des Mittelalters. Sein Augenmerk richtete sich beim Erwerb hauptsächlich auf literaturhistorische Aspekte, weniger auf die buchkünstlerische Ausstattung.
Mit Datum 4. Oktober 1850 verlieh ihm die Stadt Rastatt die Ehrenbürgerwürde. 1856 wurde er Ehrendoktor (Dr. phil. h. c.) der Universität Freiburg.
1854 gehörte er als Abgeordneter des Stadtwahlbezirks Rastatt der Zweiten Kammer der Badischen Ständeversammlung an. Nach seiner Pensionierung lebte er in Freiburg, wo er 1866 starb. Die Handschriftensammlung vermachte Grieshaber der Universitätsbibliothek Freiburg.